# District de Baran
Pour les articles homonymes, voir Baran.
Le district de Baran est un district de l'État du Rajasthan en Inde.